# Катастрофа Ил-76 близ Витебска
Катастрофа Ил-76 близ Витебска — авиационная катастрофа самолёта Ил-76 советских ВВС, произошедшая в пятницу 23 ноября 1979 года возле деревни Горяны Витебского района, Витебской области, Белорусской ССР, при этом погиб экипаж самолёта (7 человек). Первая катастрофа с участием военно-транспортного самолёта Ил-76 в истории авиации.

## Самолёт
Ил-76 с регистрационным номером CCCP-86714 (заводской — 053403067, серийный — 02-07) был выпущен Ташкентским авиационным заводом в 1975 году. На момент катастрофы считался относительно новым. Самолёт передан Министерству обороны СССР и далее он поступил в 339-й военно-транспортный авиационный полк ВВС СССР, который базировался на военном аэродроме Витебск-Северный (БССР).

## Экипаж
- Капитан Панфилов Ю. И. — командир
- Лейтенант Крайнов Ю. Е. м помощник командира
- Старший лейтенант Попков А. Н. — штурман
- Старший лейтенант Белозеров О. Д. — бортинженер
- Старший лейтенант Лагода В. А. — бортинженер
- Прапорщик Парафиянавичус Р. А. — радист
- Прапорщик Здоровцев А. В. — стрелок

## Катастрофа
Экипаж 339 втап выполнял тренировочный полёт по большой коробочке ночью в СМУ (облачность 10 баллов высотой 150 м, видимость — 2 км).
На прямой после четвёртого разворота и довыпуска закрылков на 43°, на удалении 12 км до ВПП, при нейтральном положении элеронов началось самопроизвольное интенсивное (до 65°) кренение и разворот самолёта влево со снижением со средней вертикальной скоростью до 25—27 м/с и с углом тангажа от −23° до +4° (в момент касания о землю). Через 1 секунду после начала кренения КК начал парирование крена полным отклонением элеронов и руля направления вправо на угол более 11° с одновременным отклонением руля высоты вверх и последующей дачей команды на уборку закрылков, что привело к уменьшению крена до 36,5° и изменению угла тангажа. По мере уменьшения крена КК кратковременно (в течение 1 секунды) отклонил элероны в положение, близкое к нейтральному, что снова привело к увеличению крена, которое КК парировал полным отклонением элеронов и руля направления, уменьшив крен до 33—35°. Самолёт развернулся на 180°, потерял высоту и с креном 33°—35° левой плоскостью задел за землю, полностью разрушился и сгорел.

Катастрофа произошла в поле близ деревни Горяны Витебского района. Экипаж погиб.

## Выводы расследования
Катастрофа произошла из-за конструктивно-производственного недостатка — разрушения трансмиссии левого закрылка — обрыв вала из-за разрушения вилки ведущей шестерни левого углового редуктора, в результате чего левый закрылок под воздействием аэродинамических сил убрался до 10°. Это, при полностью выпущенном (43º) правом закрылке, создало большой кренящий момент влево. В создавшейся аварийной ситуации экипаж действовал правильно. Для вывода самолёта из сложного положения не хватило запаса высоты.